# アイ・ブロウト・ユー・マイ・ブレッツ、ユー・ブロウト・ミー・ユア・ラヴ
アイ・ブロウト・ユー・マイ・ブレッツ、ユー・ブロウト・ミー・ユア・ラヴ（I Brought You My Bullets, You Brought Me Your Love）は、2002年7月23日にリリースされたマイ・ケミカル・ロマンスのデビューアルバムである。プロデュースはサーズデイのボーカリストであるジェフ・リックリーが手がけている。日本ではワーナーより2009年3月25日にリリースされた。

## トラックリスト
1. ロマンス
2. ハニー、ディス・ミラー・イズント・ビッグ・イナフ・フォー・ザ・トゥ・オブ・アス
2ndシングル
3. ヴァンパイアズ・ウィル・ネヴァー・ハート・ユー
1stシングル
4. ドラウニング・レッスンズ
5. アワ・レイディ・オブ・ソロウズ
6. ヘッドファースト・フォー・ヘイローズ
3rdシングル
7. スカイラインズ・アンド・ターンスタイルズ
8. アーリー・サンセッツ・オーヴァー・モンローヴィル
9. ディス・イズ・ザ・ベスト・デイ・エヴァー
10. キュービクルズ
11. デモリション・ラヴァーズ

## メンバー
- ジェラルド・ウェイ - ボーカル
- マイキー・ウェイ - ベース
- フランク・アイイアロ - リズムギター
- レイ・トロ - リードギター
- マット・ペリシア - ドラムス